# Ruisseau de Guinet
Pour les articles homonymes, voir Guinet.
Le ruisseau de Guinet est une rivière du Sud de la France qui coule dans le département de l'Aude, en région Occitanie, et un affluent du Lauquet donc un sous-affluent de l'Aude.

## Géographie
C'est une rivière des Corbières qui prend sa source sur la commune de Valmigère sous le nom de ruisseau de Galine, puis prend le nom de ruisseau de Prat Négré et se jette dans le Lauquet à Greffeil dans le département de l'Aude.
La longueur de son cours d'eau est de 11,8 km.

### Communes et cantons traversés
Dans le seul département de l'Aude, le ruisseau de Guinet traverse huit communes.
- dans le sens amont vers aval : Valmigère (source), Belcastel-et-Buc, Missègre, Villardebelle, Saint-Hilaire, Caunette-sur-Lauquet, Clermont-sur-Lauquet, Greffeil (embouchure/confluence).

## Affluents
Le ruisseau de Guinet a sept tronçons affluents contributeurs référencés :
- Ruisseau de Bourrel : 2 km
- Ruisseau de Lairel : 1,2 km
- Ruisseau de Las Bourgados : 1,4 km
- Ruisseau de la Pouzanque : 1 km
- Ruisseau Coumo Escuro : 1,8 km
- Ruisseau des Escaudures : 2,1 km
- Ruisseau de Crausse : 2,4 km

## Hydrologie
Le ruisseau de Guinet est une rivière très irrégulière, à l'instar de ses voisines tributaires de l'Aude.